# Bonvillars
Bonvillars – miejscowość i gmina (commune) w zachodniej Szwajcarii, w kantonie Vaud, w okręgu (district) Jura-Nord vaudois. Leży nad jeziorem Lac de Neuchâtel.

## Demografia
W Bonvillars mieszka 481 osób. W 2021 roku 6,9% populacji gminy stanowiły osoby urodzone poza Szwajcarią.

## Transport
Przez teren gminy przebiegają autostrada A5 oraz droga główna nr 5.